# (6170) Levasseur
(6170) Levasseur – planetoida z grupy przecinających orbitę Marsa okrążająca Słońce w ciągu 3 lat i 224 dni w średniej odległości 2,35 j.a. Została odkryta 5 kwietnia 1981 roku przez Edwarda Bowella. Przed nadaniem nazwy planetoida nosiła oznaczenie tymczasowe (6170) 1981 GP.